# Боярская дума
Боя́рская ду́ма (XIV — нач. XVIII в.) — высший совет при главе государства (князе, великом князе, царе), совещательный/законосовещательный орган, состоявший из представителей феодальной аристократии.
Являлась продолжением княжеской думы в новых исторических условиях существования Русского государства в конце XIV века. Без думы не обходился ни один государь, не исключая и Ивана Грозного.
Самостоятельной роли боярская дума не играла, являясь эквивалентом не собрания аристократии, а государственного совета, она всегда действовала вместе с царём, составляя совместно с государем единую верховную власть, отсюда и название царская дума и «сиденье с бояры» (заседания царской думы). Это единство особенно ярко проявлялось в делах законодательства и в международных отношениях. По всем делам выносилось решение в следующей форме: «Государь указал и бояре приговорили» или «По государеву указу бояре приговорили».

## Состав
В Боярскую думу входили люди четырёх чинов:
- бояре (высшее сословие, знать),
- окольничие (возглавляли приказы, полки, выполняли дипломатические миссии),
- думные дворяне (руководили приказами, назначались воеводами),
- думные дьяки (составляли и правили проекты решения Боярской думы, ведали делопроизводством Боярской думы и важнейших приказов).

Боярская дума была политическим учреждением, которое создавало московский государственный и общественный порядок и им руководило. Аристократический характер думы проявлялся в том, что большинство её членов почти до конца XVII в. принадлежало к узкому кругу знатных фамилий и назначалось в думу монархом в соответствии с местническим старшинством. Единственной постоянной опорой устройства и значения боярской думы был обычай, в силу которого государь призывал в управление людей боярского класса в известном иерархическом порядке. Крепость этого обычая создана была историей самого Московского государства.
В состав думы Московского государства входили только бояре в древнем значении этого слова, то есть свободные землевладельцы. Затем с превращением их в служилых людей возникло разделение на бояр вообще и бояр служилых в точном смысле. Высший класс служилых именуется «боярами введёнными», то есть введёнными во дворец для постоянной помощи великому князю в делах управления. Другой низший разряд таких же дворовых слуг именуется путными боярами, или путниками, получившими «путь» — доход в заведование. Советниками князя, членами боярской думы могли быть только бояре введённые, именуемые иногда «бо́льшими». Это и было переходом к образованию из боярства чина (дававшего потом право на заседание в думе).
Второй элемент, вошедший в состав боярской думы по мере уничтожения уделов, это — князья, делавшиеся советниками великого князя благодаря своему титулу, не нуждаясь вначале в особом назначении в чин боярина, так как они считали своё звание выше боярского. Князья преобладали в думе до конца XVI века, а с этого времени уже далеко не всякий князь попадал в думу; многочисленность служилых князей принудила сделать между ними выбор и проводить в думу лишь некоторых через чин боярина. Кроме того, в состав думы входили и некоторые должностные лица; так, присутствовать в думе мог окольничий, звание, которое затем превратилось в чин. При Иване III право суда и управления принадлежало боярам и окольничим («Судити суд боярам и окольничим», Суд. 1497 г., ст. I).
В начале XVI века великий князь начал вводить в думу простых дворян, которые получали звание думных дворян. Особенно много людей этого звания появилось во время борьбы Ивана Грозного с родовитым боярством. К этому же времени относится появление в думе и думных дьяков. При усилении письменного делопроизводства появилась и канцелярия при думе. Думным дьякам поручались те дела, которые дума не могла вести в полном объёме (посольские, разрядные, наместные, дела бывшего Казанского царства). Поэтому думных дьяков в XVI в. было, как правило, четверо. В результате дьяки из секретарей превратились в обладателей статуса, схожего с министерским, и, каждый по своему ведомству, получили право голоса на заседаниях думы, хотя формально не считались её членами. При Алексее Михайловиче число думных дьяков увеличилось; при Фёдоре Алексеевиче их было уже 14.
Только с XVI в. дума имеет чёткий состав. Со времён Василия III ведутся списки её членов. В 1505 году в думе было 23 боярина, 6 окольничих, 1 дворецкий и 1 казначей. При Иване Грозном бояр стало меньше, зато стало больше неродотовитых членов думы: в 1584 году было 10 бояр, 1 окольничий, 1 крайчий, 1 казначей и 8 думных бояр. После Фёдора Ивановича число думных людей возрастает с каждым царствованием (за исключением Михаила Фёдоровича). Так, при Борисе Годунове их было 30, в смутное время 47, при Михаиле 19, при Алексее Михайловиче 59, при Фёдоре Алексеевиче — 167. Не всегда все члены думы собирались в заседания. Возможно, полные заседания думы происходили в особо важных случаях, в частности при созыве земских соборов. Заседания думы происходили в царском дворце — «На Верху» и в Золотой Палате. По свидетельству Маржерета, время заседаний думы было от 1 часа до 6 часов дня (4-9 часов утра). Бояре делили с царём все обыденные акты жизни: ходили в церковь, обедали и проч. По свидетельству Флетчера, для обсуждения дел назначены были понедельник, среда и пятница, но в случае надобности бояре заседали и в другие дни.
Председательство в думе принадлежало царю, но он не всегда присутствовал; бояре решали дела и без него, окончательно же их решения утверждались государем. Члены распределялись в думе по порядку чинов, а каждый чин — по местническому счёту. Соборное уложение предписывает думе «всякие дела делати вместе». Этим косвенно утверждается начало единогласия при решениях. В конце XVII в. возникает особое отделение думы для судных дел: «расправная палата», состоявшая из делегатов думы (по несколько членов от каждого чина — см. Дворц. разр.). Во время выезда бояр с царём из Москвы в поход, на месте оставалось несколько членов думы «для ведания Москвы». В эту комиссию думы шли все доклады из приказов, но окончательно решались ею только дела меньшей важности; прочие отсылались к царю и находившимся при нём боярам.

## Полномочия
Вопросы, обсуждаемые Боярской думой:
- Объявление войны,
- заключение мира,
- сбор налогов,
- принятие законов,
- обсуждение наиболее важных жалоб,
- контроль дипломатической переписки,
- принятие иностранных послов,
- выполняла контрольные функции надзора за наместниками, позднее – за волостелями,
- принимала участие в судебных разбирательствах.

Историк Степан Веселовский писал:

Ввиду распространённых представлений о боярской думе как учреждении следует напомнить, что у дворян, которых царь «пускал», или жаловал, к себе в думу, то есть в «советные люди», не было ни канцелярии, ни штата сотрудников, ни своего делопроизводства и архива решённых дел. Царь по своему усмотрению одних думцев назначал на воеводство в крупнейшие города государства — на Двину, в Архангельск, в Великий Новгород, Белгород, Казань, Астрахань и т. д., других отправлял послами в иноземные государства, иным поручал, «приказывал» какое-либо дело или целую отрасль управления, наконец, некоторых оставлял при себе в качестве постоянных советников по текущим вопросам государственного управления. Так, можно сказать, что думный чин служилого человека свидетельствовал не о действительных служебных заслугах его, а об уровне, на котором он находился в среде правящих верхов государства.
По всем делам Боярская дума выносила следующие решения: «Государь приказал и бояре приговорили…», «По государеву указу бояре приговорили…»
Решения Боярской думы должны были утверждаться князем или царём.
Права думы основывались не на законах, а на обычном праве. Боярская дума была учреждением, которое не отделялось от царской власти. В законодательной сфере значение думы оговаривалось в царском судебнике: «А которые будут дела новые, а в сем судебнике не написаны, и как те дела с государева докладу и со всех бояр приговору вершатся, — и те дела в сем судебнике приписывати» (статья 98 Судебника 1550 г.). Законодательными источниками были признаны указы монарха и «приговоры» бояр, согласно стандартной формуле «Государь указал, и бояре приговорили». Но из этого правила были исключения: царские указы без боярских приговоров и, с другой стороны, законодательные акты, изданные в форме боярского приговора без царского указа («Все бояре на Верху приговорили»). Царские указы без боярских приговоров могли появляться или во время борьбы царя с боярством (при Иване Грозном), или при решении незначительных вопросов, не требовавших коллегиального решения, или в случае спешки. Боярские же приговоры без царских указов издавались либо при наличии у бояр специальных полномочий, полученных от царя, или во время междуцарствия. Таким образом, эти случаи не дают оснований говорить о раздельных законодательных правах царя и думы.
Вопросами внешней политики царь и дума также занимались совместно, периодически привлекая к решению важных проблем земские соборы. При думе постоянно существовала «ответная палата»; служащие посольского приказа могли вести переговоры с иностранными послами только совместно с членами думы (согласно Котошихину, с послом «в ответех бывают бояре»). Во времена междуцарствия и в начале правления Михаила Фёдоровича дума вела переговоры с другими государствами от своего имени.
В вопросах суда и управления дума была не одной из инстанций, а органом верховной власти, указывающим закон подчиненным органам. Судебные дела восходили в думу по докладу и по апелляции (ук. 1694 во II Собр. Законов, № 1491). Собственно судебным органом дума была только тогда, когда судила в качестве первой инстанции, а именно — своих собственных членов. В сфере администрации думе (вместе с царем) принадлежало право назначения центральных и местных правителей. Ведение текущих дел управления военного и поместного находилось под постоянным контролем думы, так же как и сами приказы.

## История
Этапы деятельности Боярcкой думы:
- 14-15 века – княжеский совет, состоявший из приближённых князю дружинников.
- 16-17 века – государственный орган управления страной.
- 1550 г.- «Судебник» Ивана Грозного утвердил законодательные функции Боярской думы.
- 1565-1572 гг. – в период опричнины снижение влияния Боярской думы.
- 1558-1613 гг.- постепенное дальнейшее снижение роли Боярской думы в период Смуты.
- 1613-1682 гг. – формирование абсолютизма в России, деятельность Боярской думы во многом была формальной.
- 1700 г. – упразднение Боярской думы Петром I.
- 1711 г. – вместо Боярской думы был образован Правительствующий сенат – высший орган государственной власти.

Из истории.
- Иван Грозный первым из правителей пытался выйти из- под влияния Боярской думы. Сначала царь это осуществлял при помощи «Избранной рады», а затем начал проводить политику опричнины, в результате которой с 1565 – 1572 гг. велась борьба по уничтожению влияния бояр.
- Иван IV добился у Боярской думы своего личного права, без согласования с думцами, определять изменников государства, ссылать их или казнить. В результате Иван IV добился абсолютной власти и частично устранил боярскую аристократию.
- Несмотря на все репрессии, Боярская дума при царе сохранялась, но по своему составу она была практически лишена аристократии. Боярская Дума участвовала формально в создании новых законов, царь принимал все решения единолично.
- В период Смуты Боярская дума продолжила свою деятельность. Однако приходящие властители не желали считаться с ней и стремились к самовольному управлению страной.
- Василий Шуйский (1606-1610) пообещал оказывать всяческую поддержку Боярской думе и совместно с ней принимать все свои последующие решения. Однако он показал себя слабым и беспринципным политиком, который не держал своих обещаний и постоянно менял приближенных. В итоге царь был свержен.
- К полной власти впервые пришла Боярская дума 17 июля 1610 года. Все управление государством осуществляли семеро думских лидеров, которые впоследствии были названы историками «семибоярщиной». Бояре долго не могли определиться между собой в борьбе за власть и приняли решение о передаче российского престола польскому королевичу Владиславу. Это решение показало абсолютную несостоятельность Боярской Думы, неумение ее работать сообща.
- Это решение окончательно сломило авторитет органа власти Боярская Дума, до Смуты которая обладала большим уважением и весом в обществе.
- Боярская Дума при Михаиле Романове. 21 февраля 1613 года на российский престол был избран Михаил Романов – первый царь рода Романовых, с приходом которого постепенно закончилась Смута в России. Официально считалось, что царь правит государством вместе с Боярской Думой, в которую, как и прежде, входили четыре чина. Правила назначения на чины не были изменены.
- В XVII веке в составе Боярской Думы были представлены большое количество родственников царя. Царь Михаил заседал с Думой во дворце с утра до поздней ночи. Однако постепенно значение Думы уменьшалось. Было отменена система местничества, однако это не спасло Думу. Царь все меньше прислушивался к мнению бояр и все больше принимал решения самостоятельно. Формально царь и Дума вместе управляли страной, но фактически это был уже исключительно бюрократический орган власти. Боярская дума при первых Романовых переживала окончательное падение.
- Окончательное упразднение Боярской Думы произошло ко времени правления Петра I в 1700 году, а в 1711 году вместо Боярской Думы был образован Сенат – высший орган власти. Сенат – это коллегиальный орган власти, члены которого всегда назначались царем. Он являлся надзирательным органом власти и обладал судебными функциями.

Главнейшие моменты в истории боярской думы Московского государства определяются отношениями её к верховной власти. В XIV и XV вв. замечается бытовое совпадение деятельности думы с действиями княжеской власти, основанное на единстве интересов. Возвышение Московского княжества было вместе с тем возвышением могущества и богатства московских бояр. Отсюда успехи московского единодержавия, помимо поддержки духовенства, главнейшим образом объясняются содействием бояр.
Князь Димитрий, умирая, дал такое завещание детям: «Бояре своя любите, честь им достойную воздавайте противу служений их, без воли их ничтоже не творите» (Воскр. лет., 1389 г.). При Иоанне III все важнейшие акты государственной деятельности совершались по соглашению с боярами: женитьбу на Софье Палеолог Иоанн III предпринял так: «Подумав о сем с митрополитом, матерью своею и бояры… послал к папе» (Воскр. лет., под 1469 г.). В XVI в. происходит борьба между самодержавною властью и боярами, начатая со стороны великого князя и продолженная со стороны бояр.
Установившееся единодержавие собрало из всех княжеств местные боярские силы в одну Москву; кроме того, здешнее боярство усилилось огромною массою служилых князей, лишенных уделов, которые хотели вознаградить потерянную первую роль в деревне второю в Риме. С другой стороны, уничтожив уделы, лишив бояр права перехода и обратив их в служилых людей, великий князь не нуждался более в их содействии для укрепления своей власти.
В малолетство Грозного (1533—1546) обстоятельства склонили весы в пользу бояр, и в результате получились крайние злоупотребления власти боярами. Со времени воцарения Иоанна (1547), этот царь открыл сознательную борьбу с боярской партией, сначала мерами разумными, приблизив к себе людей худородных, обратившись к совету всей земли (Земскому собору) и предприняв несколько здравых законодательных мер, ограничивающих значение удельных князей и бояр; позднее он пустил в ход жестокие казни и гонения (1560—1584), вызванные б. ч. не мнимою изменою бояр, а сознательною целью «не держать при себе советников умнее себя». Одною из мер борьбы было разделение государства на опричнину и земщину. Земские дела были оставлены в руках бояр; даже ратные должны были решаться «государем, поговоря с бояры». В опричнине Иоанн надеялся осуществить вполне свой новый идеал. Но именно здесь обнаружилась неосуществимость и непрактичность его идей; в учреждении земщины он сам признал себя побежденным, отделил верховную власть от государства и предоставил последнее боярам. В полемике Грозного с кн. Курбским сказались воззрения двух борющихся сил. Курбский, не посягая на верховную власть, стоит за старину и доказывает только необходимость для царя «совета сигклитскаго», то есть совещаний с боярскою думою. Идеал Грозного: «Жаловати сами своих холопей вольны, а и казнити вольны есмы». Ничто не препятствовало Грозному обходиться без боярской думы, не прибегая к казням; но он сам нашёл это неосуществимым.
Деятельность Грозного, не достигши цели, принесла лишь тот результат, что отделила интересы бояр от царской власти и заставила их в свою очередь уже сознательно обеспечить власть за собою на счет власти монархической. Конец XVI в. (с 1584 г.) и начала XVII в. (1612 г.) — время таких попыток боярства и боярской думы. По смерти Феодора Иоанновича бояре требовали присяги на имя думы боярской.
В XVII в. господствует нормальное отношение боярской думы к власти царя, то есть нераздельность действий той и другой, без взаимных посягательств на верховное значение последней и вспомогательную роль первой; государь без думы и дума без государя были одинаково явлениями ненормальными.
Боярская дума просуществовала до начала XVIII века. В 1711 царь Пётр I создал новый орган государственного управления — Сенат. В 1711 году Пётр I уничтожил боярскую думу как учреждение; но совещания с боярами продолжались в так называемой Ближней канцелярии (упом. с 1704 г.), которая сама по себе была не более чем личной канцелярией царя и учреждением постоянным; но съезды бояр в канцелярии — уже не учреждение, постоянно действующее. В последующие годы, до учреждения сената, Петр, во время своих отъездов из столицы, поручал ведение дел нескольким лицам, но не доверял им и не полагался на них. В 1711 г. 22 февраля, объявляя о войне с Турцией и собираясь уехать на театр войны, он поручил ведение дел тоже нескольким лицам, назвав совокупность их сенатом, который отнюдь не имел прежнего значения боярской думы и не был учреждением политическим.